# شجرة العذراء مريم

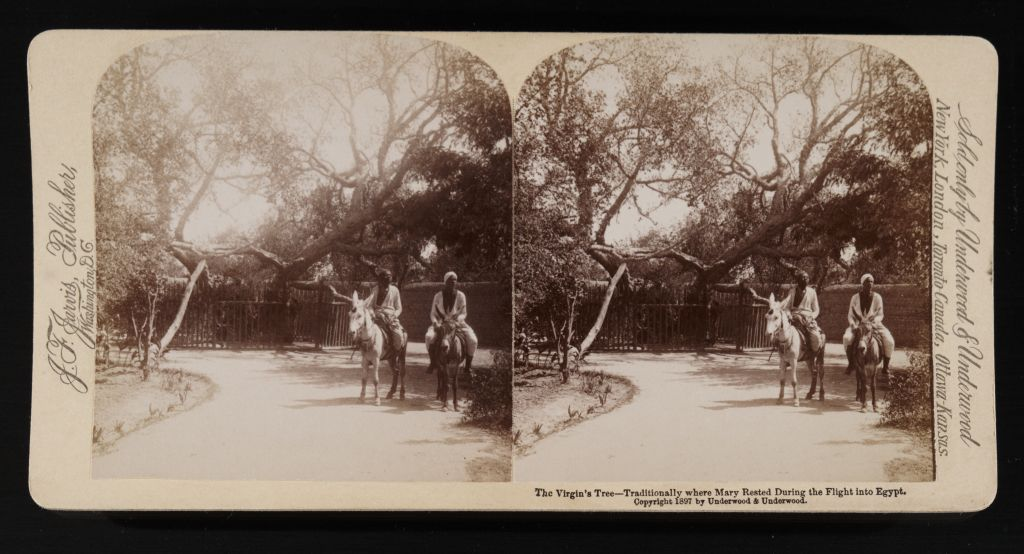
الشجرة سنة 1897م ، المكان الذي ولدت عنده السيدة مريم ابنها المسيح عليه السلام هو عند نخلة وليس شجرة كما ذكر فى القرآن الكريم

شجرة العذراء مريم في المطرية توجد في أقصى شمال مدينة القاهرة وذلك بالقرب من مسلة سنوسرت، وتعتبر شجرة مريم من الآثار القبطية المعروفة في القاهرة وتعرف باسم شجرة العذراء مريم، ويمكن الوصول اليها من شارع متفرع من شارع المطراوى، هو شارع مساكن شجرة مريم حيث توجد الشجرة محاطة بسور كبير ويتوسطه حديقة جميلة.
لقد ذاعت شهرة هذه المنطقة قديما بجامعاتها التي كانت خاصة بالكهنة المصريين العلماء، والذين ذاع صيتهم في تدريس جميع علوم العلم والمعرفة، وقد ذاع صيت وشهرة هذه المنطقة مرة أخرى بسبب مجيء العائلة المقدسة إلى مصر مرورا بتلك المنطقة.
كانت مصر أول من أستضاف العائلة المقدسة عند هروبها من ظلم هيرودس ملك اليهود (الرومانى) في ذلك الوقت، إلى أراد أن يقتل المسيح الطفل حيث قد علم أ، هناك مولودا قد ولد وسوف يكون ملكا على اليهود فأضطرب وخاف على مملكته، فأمر بقتل جميع الأطفال الذين في منطقة بيت لحم بفلسطين التي ولد فيها المسيح. وكذلك جميع حدودها من أبن سنتين فيما دون، فهربت العائلة المقدسة إلى مصر، ولما مات هيرودس عادت إلى فلسطين مرة أخرى ولما كان هيرودس ملك اليهود قد أرسل من يبحث عنهم، وأستطاع أن يتجسس أخبارهم نظرا لما حدث من معجزات كان يأتيها الطفل أثناء رحلته طول الطريق ومن بين ما روى وعرف أن التماثيل والأصنام كانت تتساقط وتتهشم على أثر مرور الطفل عليها، فذاع صيتهم وتناقلت الألسن قصصهم، فوصل ذلك إلى مسامع الملك هيرودس فقرر إرسال جنوده وزودهم بتوصياته لدى حكام مصر مشددا بالبحث عن هذه العائلة المكونة من يوسف النجار ومريم العذراء والمسيح الطفل ولما شعرت العائلة بمطاردة رجال هيرودس لهم وقربهم منهم اختبأوا تحت هذه الشجرة، فانحنت عليهم بأغصانها وأخفتهم تماما عن أعين رسل هيرودس حتى مر الركب ونجوا من شرهم.
شجرة مريم عبر العصور
المقريزى وشجرة مريم:
وقد ذكر المؤرخ الإسلامي المقريزى الذي عاش حوالي منتصف القرن الخامس عشر الميلادي، أن العائلة المقدسة حطت بالقرب من عين شمس ناحية المطرية وهناك استراحت بجوار عين ماء، وغسلت مريم فيها ثياب المسيح وصبت غسالة الماء بتلك الأراضي، فأنبت الله نبات البلسان ولا يعرف بمكان من الأراضي إلا هناك، وكان يسقى من ماء بئر تعظمها النصارى وتصدها وتغتسل بمائها وتستشفي به، وقد ذكر أيضا أنه كان يستخرج من البلسان المذكور عطر البلسم، وكان يعتبر من الهدايا الثمينة التي ترسال إلى الملوك وقد ظلت حديقة المطرية لعدة قرون مشهورة كأحد الأماكن المقدسة في الشرق، وكانت مزارا مرموقا لكثير من السياح والحجاج من جهات العالم المختلفة، ولا تزال الكنيسة القبطية المصرية تحتفل بتلك الذكري المباركة أول شهر يونية من كل عام وهي تذكار دخول المسيح أرض مصر.
شجرة مريم اثناء الحملة الفرنسية:
في اثناء الحملة الفرنسية على مصر عرج الجنود الفرنسيون في طريقهم لزيارة شجرة العذراء وكتب الكثير منهم أسماءهم على فروعها بأسنة سيوفهم، ونستطيع أن نرى ذلك واضحا على الشجرة العتيقة.
شجرة مريم الحالية:
يذكر أن شجرة العذراء مريم الاصلية التي استراحت عندها العائلة القدسة قد أدركها الوهن والضعف وسقطت عام 1656 م، فقام جماعة من الكهنة بأخذ فرع من فروع هذه الشجرة وقاموا بزرعها بالكنيسة المجاورة لمنطقة الشجرة والمسماة بكنيسة شجرة مريم ونمت الشجرة وتفرعت، ومنذ فترة قريبة تم أخذ فرع من هذه الشجرة، وتم زرعها ملاصقة للشجرة الأصلية العتيقة وهي عامرة بالأوراق وثمار الجميز الآن ويذكر أن الناس يذهبون إلى هذه الشجرة ليستبركون بها، وهناك اعتقاد من بعض المسيحيين أن هذه الشجرة تجعل النساء حوامل ممن هم لا يستطيعون الحمل.